# Босерон
Босерон — порода вівчарських собак, яка походить з Центральних рівнин Франції. Босерон також відомий як Французька гладкошерста собака.
Босерон використовується як для охорони, так і для випасу овець і великої рогатої худоби, вона була дуже корисною проти вовків. Порода служила в обох світових війнах як кур’єрська собака, собака-транспортник, собака-розшукувач мін, пошукова собака, поліцейська собака та собака-рятувальник. 

## Історія
Французька пастуша порода, відома століттями в Західній Європі. Босерон вважається однією з порід, використаних для створення добермана. Використовувались також й для полювання.
Як і більшість континентальних європейських вівчарок, босерон походить від «болотної собаки».  Спочатку вівчарка була призначена для захисту отар овець від вовків, бродячих собак і злодіїв, але в середні віки предок босерона  взяв на себе подвійну функцію захисту та керування стадами.. Під час першої французької виставки собак, яка відбулася в 1863 році, були представлені  предки вівчарки босерон. У 1893 році ветеринар П'єр Меньєн опублікував характеристики собаки, де пояснив що відрізняє її від довгошерстої вівчарки Брі. Того ж року вперше було  зареєстровано у французькій Книзі походження чорно-коричневу Бержер де ла Шапель, дочку Султана і Фіделя, зростом 65 см. Дві інші собаки були зареєстровані до 1898 року: Венус, самиця з чорно-коричневою шерстю, і Бріссак, самець з темно-сірою та коричневою шерстю. 
У 1896 році була створена спеціальна комісія  для вивчення характеристик двох основних французьких вівчарок: однієї з короткою шерстю (босерон), іншої з довгою шерстю (бріард). Ця комісія зі спеціалістів і селекціонерів — але без пастухів! —, визначила критерії породи та сформалізувала найменування «berger de Beauce», зазначаючи, що назва не через регіон походження, а є мовною конвенцією. З цієї комісії того ж року народився Клуб французьких вівчарок.  Незважаючи на те, що босерон і довгошерста вівчарка бріард досить відрізняються за зовнішнім виглядом, вони походять від схожих предків і мають подвійні пазурі на задніх лапах. Обидва звикли пасти овець і велику рогату худобу. 
У 1897 році граф Генрі де Байландт описав вівчарку босерон так: «розумна і сільська, з диким і грубим виглядом, середнього розміру і складена, щоб витримувати будь-які температури, голод і ведмеді. втомлюється і задовольняється мізерною їжею; він настільки ж тверезий, як і працьовитий». Того ж року було опубліковано перший стандарт. Відносно невизначений, він допускає розмір від 60 до 70 сантиметрів, без відмінності статі, і дозволяв різні кольори шерсті. 
У 1911 році з ініціативи заводчика Леона Сіродена був створений офіційний клуб породи босерон. Потім стандарт переглядається, щоб стандартизувати розмір і видалити кольори, які стали рідкісними, оскільки вимоги до забарвлення змінилися в напрямку уніфікації. У цьому стандарті все ще згадувалося не менше шести «кольорів» («чорний, чорно-підпалий, палевий, палевий обвуглений, сірий, сірий з чорними плямами»), включаючи шість, які вважаються найбільш шанованими в статуті Клубу. 
Поступове фактичне зникнення скотарства на французьких рівнинах (перша половина 20-го століття) змусило вівчарку босерон перекваліфікуватися. Зараз він  чудово виконує роль собаки-сторожа і собаки-компаньйона. Однак він все ще використовується для випасу овець, але також все частіше для великої рогатої худоби та рідше для свиней. Босерон є однією з небагатьох порід, допущених до таких дисциплін, як тест на прикус, переважно в рингу, де він іноді змагається з найкращими. 
У Франції народжуваність босерона була стабільною з 1970-х років і становила від 3000 до 4000 цуценят на рік. На щастя, він не постраждав від наслідків моди, що минає, і його господарі залишаються йому вірними.
У 2008 році порода босерон дебютувала на виставці Вестмінстерського кінологічного клубу.

### Зміна стандартів розміру
Розмір часто змінювався протягом історії Босерона, особливо щодо екстремальних допустимих значень:   
- 1897: від 60 до 70 см, тобто 10 сантиметрів, як для самців, так і для самок.

- 1911: від 60 до 73 см. Це  було лише через бажання суддів того часу виключати собак, які були занадто великими. Тому це було б наслідком не природної еволюції, а бажання заводчиків збільшити розмір своїх собак, особливо для роботи в рингу.

- 1923: від 60 до 70 см для самців, від 58 до 68 см для самок. За словами Рене Совіньяка, який був президентом CAB протягом багатьох років, Сіроден ще в 1927 році мав дуже точну думку щодо ідеального розміру босерона: «Стандарт, який залишає десятисантиметровий запас, на мій погляд, занадто ліберальний. (…) Заводчик підняв вівтар на талії: помилка для вівчарки, яка, навпаки, повинна бути пильною, іскристою, жвавою, сповненою вогню та крові. Саме в дрібній породі, в малому форматі легше знайти винахідливість, ртуть, необхідну для охорони стада. (…) На мій погляд, максимальний розмір не повинен перевищувати 65 см, і це нормально, оскільки нинішнім зірковим собакам це навряд чи вдається. ".

- 1955: з 63 до 70 см для чоловіків і з 61 до 70 см для жінок, мінімальні значення були підвищені.

- 1965: від 65 до 70 см для чоловіків і від 63 до 68 см для жінок. Ця зміна є бажанням встановити ідеальний розмір: 67 см для чоловіків і 65 см для жінок, причому різниця в плюсах і мінусах не повинна перевищувати допуск на два сантиметри менше або три сантиметри більше. У 1972 році Жак Іммеле задумався про причини, які спонукали Club des Amis du Beauceron змінити розміри, обмеживши допустиму різницю до п’яти сантиметрів і збільшивши їх. Відповіддю, яку надав тодішній президент клубу породи, Леон Біллет, було бажання порушити традицію вівчарки Beauce як пастуха, щоб зробити з нього рингову собаку з морфологією, яка більше підходить для цієї дисципліни. У той час така відповідь здивувала Жака Іммеле, оскільки босерон уже був одним із найбільших і найпотужніших собак на території рингу. Бажання керівників породного клубу спрямовувати селекцію таким чином суперечило вимогам первісних користувачів, які були пастухами. Вони не забули про те, що вони збільшилися в розмірах і вазі, що зашкодило витривалості, необхідної для стадної роботи. За їхніми словами, розмір вівчарки був менше 65 см, більшій собаці не вистачало запалу, і їй було важче тримати вівцю.

- 1979: від 65 до 70 см для самців і від 61 до 68 см для самок, це поточний офіційний стандарт. Цей допуск щодо мінімуму, збільшеного на два сантиметри у самки, був необхідним, тому що занадто багато красивих самок із чудовою вівчарською зовнішністю було виключено з відбору, на жаль пастухів.

## Опис

### Зовнішній вигляд

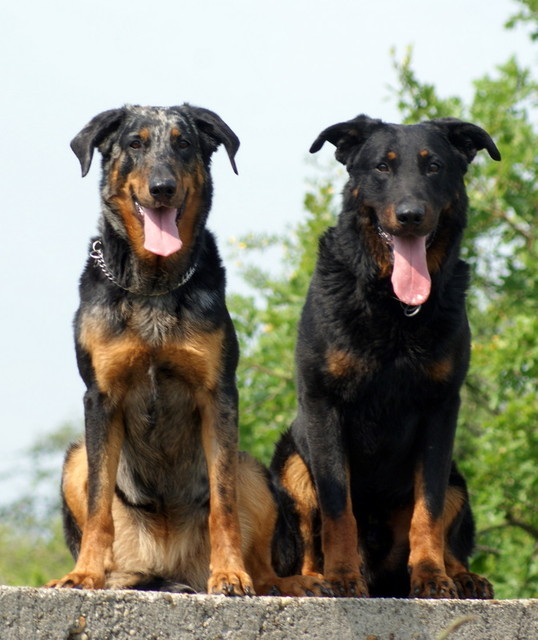
Арлекін (ліворуч) і чорно-підпалий (праворуч) Босерон

Його вага коливається від 25 до 35 кг для самок і від 35 до 45 кг для самців. Його стандартна висота в холці коливається від 65 до 70 см для самців і від 61 до 68 см для самок.
Голова босерона добре виточена, її риси гармонійні. У профіль лінії черепа і морди в основному паралельні. 
Природно, вуха повинні бути звисаючими або напівстоячими, але ніколи не повністю стоячими і твердими (усунення дефекту), а не приплющеними. До 2004 року вуха традиційно купірували. Але ця практика була заборонена у Франції Європейською конвенцією про захист домашніх тварин з 18 травня 2004 року. 

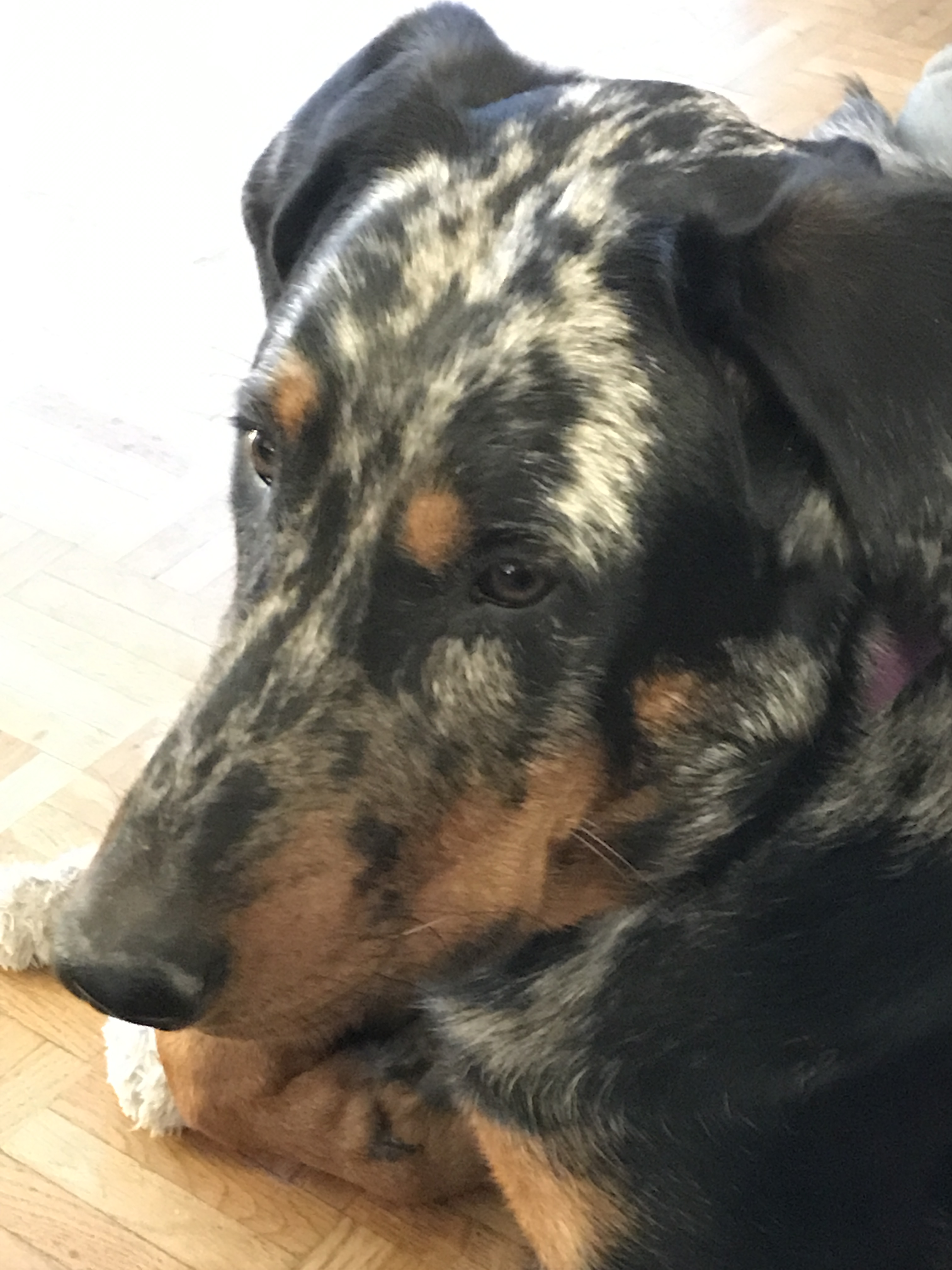
Босерон, забарвлення Арлекін

Шерсть на голові коротка, міцна, коротка, тверда і лежить по тілу (довжиною три-чотири сантиметри). Босерон має вовняний підшерсток, який густіє в холодну погоду, особливо якщо собака спить на вулиці. Його стандартне забарвлення — чорно-підпалий,  сіро-чорно-підпалий, який називається арлекін. Інші кольори, такі як колись поширений жовто-коричневий, сірий або сіро-чорний, тепер заборонені стандартом породи. У забарвленні арлекіна повинно бути більше чорного, ніж сірого, без білого. У чорно-підпалих собак жовто-підпалі плями мають з’являтися у вигляді двох крапок над очима, з боків морди, згасаючи до щік, але не досягаючи нижньої сторони вух. Також на горлі, під хвостом і на ногах і грудях. Відмітини на грудях мають виглядати як дві плями, але нагрудна пластина є прийнятною.  

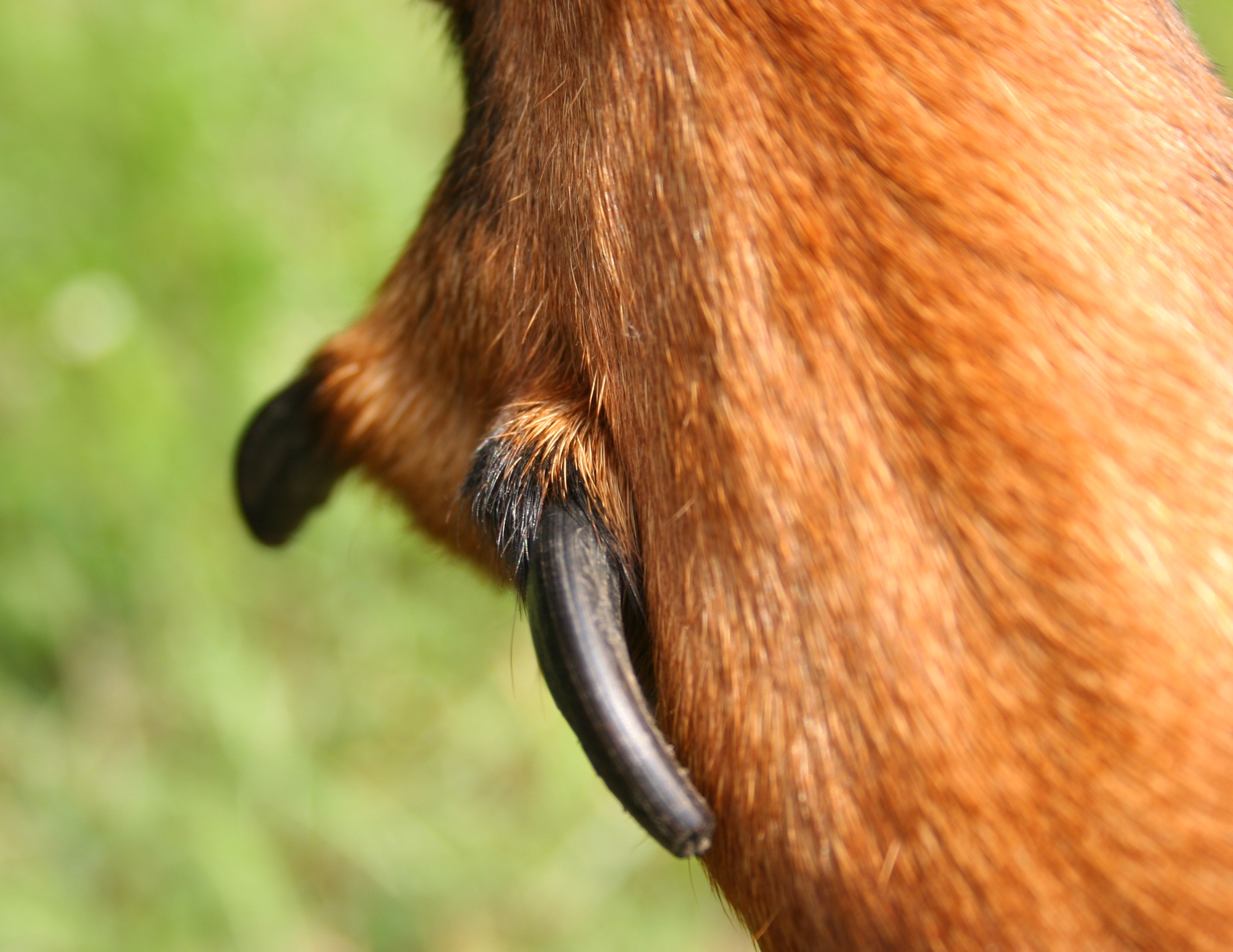
Подвійні пазурі є характерною рисою Босерона.

Босерон є однією з небагатьох собак із подвійними кігтями на задніх лапах. Незважаючи на те, що більшість порід можуть мати або не мати пазурів (багато власників інших порід видаляють кігті, особливо якщо собака використовується для полювання та полювання), важливою особливістю босерона є подвійний пазур. Для того, щоб мати допуск на виставки, босерон повинен мати подвійні пазурі, які утворюють добре розділені «великі пальці» з нігтями на кожній задній нозі. Подвійні кігті босерона з’єднані кісткою (на відміну від більшості порід), і деякі собаки навіть здатні згинати кожен окремо.   Без пазурів собаку можуть дискваліфікувати.
Босерон не має проблем зі здоров’ям, характерних для породи.

### Характер

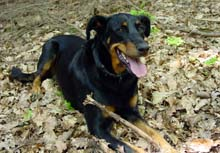
Босерон

Босерон відомий у Франції як сторожовий собака, помічник на фермі (випас овець або великої рогатої худоби) та/або собака для виставок(головним чином дресирування для захисту). Ця спортивна, здорова та довговічна порода була виведена як розумна, спокійна, ніжна та безстрашна. Дорослий собака, як правило, підозріло ставляться до незнайомців і є чудовими природними сторожем. 
Найкраще вони виховуються в сім’ї, але вони можуть спати на вулиці, щоб краще виступати охоронцями (їхня шерсть, що захищає від негоди, робить їх ідеальними користувачами розплідника навіть у найхолодніші зими). Вони охоче навчаються і можуть бути навчені до високого рівня. Однак їх фізичний і розумовий розвиток відбувається повільно, тому з їх дресируванням не слід поспішати. Кілька п’яти- або десятихвилинних ігрових вправ на день у перші роки можуть досягти кращих результатів, ніж тривалі або суворі тренування.
Окрім сімейного життя, де він вирізняється любов’ю та терпінням, він є універсальним та спортивним собакою, який пристосовується до багатьох видів діяльності: дресирування, охорони, пастуху, порятунку, стеження, аджиліті, катання на санках тощо.

## Виступи на телебаченні та в кіно
Босерон з'являється в наступних художніх фільмах:
    Анжеліка, маркіза янголів (Бернард Бордері, 1964). Жан Рошфор грає адвоката Франсуа Дегре та керує Сорбоною,підданого босерона чоловічої статі.
    Мунрейкер (Льюїс Гілберт, 1979). Ворог Джеймса Бонда (Дракс) має двох босеронів, які захищають свого господаря і справляють враження на Джеймса Бонда, коли той наближається до них.
    Ведмідь (Жан-Жак Анно, 1988). Мисливці на ведмедів мають зграю босеронів, які вони використовують для нападу на ведмедів. Собаки ніколи не здолають Барта, дорослого ведмедя.
     Мій тато — герой (Жерар Лозьє, 1991, з Жераром Депардьє та Марі Гілен). Батьки хлопця героїні володіють босероном. Її роль у фільмі зводиться до охорони та охорони майна, коли батько героїні йде слідом за дочкою.
    Братство вовка (Крістоф Ганс, 2001). Босерон стоїть на варті перед фермою перед нападом Звіра з Геводана.